# Tarraxinha
Tarraxinha är en dans- och musikgenre som härstammar från Benguela i Angola. Tarraxinha betyder i still med att ”skruva” på portugisiska och utvecklades under 80-talet.
Tarraxinha dansades initialt till en långsam typ av angolansk musik. 
Det som är benämnd tarraxinha-musik kom senare och började som en långsam Kuduro med pionjärer som DJ Chico Max, DJ Znobia och DJ Madabaya. Som dans är Tarraxinha väldigt sensuell och kräver väldigt få steg eftersom det handlar mer om "paradas" (stopp). I grunden finns det "ginga" (den sensuella rörelsen av kroppen som är nödvändig) och kroppsisolationer. 
Tarraxinha var kritiserat för att vara för liberal med sin ginga, men i takt med att dansen blev mer populär bland unga angolaner blev det vanligare för DJ:s att spela Tarraxinha-musik under slutet av kizomba-fester då mestadels unga personer var kvar.  På senare tid har tarraxinha dansats till musikstilar som Ghetto-Zouk. Utöver Kizomba så har Tarraxinha varit en av inspirationen till Urban Kiz.

## Tarraxo och Tarraxa
Tarraxo är både en dans- och musikstil som härstammar från Tarraxinha. Tarraxomusik dök upp i början av 2010-talet i Lissabon bland de angolanska/afro-portugisiska gemenskapen med pionjärer som Dj BeBeDeRa och Dj Matabaya Moreira som hade för avsikt att musiken skulle vara "en mer rå och mörk version av tarraxinha".  Däremot dök Tarraxo-dansen upp i slutet av 2010-talet och varierade från tarraxinha genom att man kunde röra sig mer.
Tarraxa är ett annat ord som har använts för att hänvisa till Tarraxinha (dansen) samt Tarraxo (dansen och musiken) som har orsakat viss förvirring.